# Dent du Chamois
La dent du Chamois est un sommet des Préalpes fribourgeoises située en Suisse, dans le canton de Fribourg.

## Géographie
La dent du Chamois culmine à 1 838 m d'altitude sur l'est de Gruyères. À 500 mètres au nord se trouve la dent de Broc culminant à 1 828 m. Ces deux sommets sont séparés par le col de la Combe.